# Testpilot
En testpilot er en erfaren pilot, der er ansat til at prøveflyve og evaluere nyudviklede fly eller ændringer på flyvemaskiner. Ved udvikling af avionics, våbensystemer og lignende til fly benyttes også testpiloter.